# Брежу-Гранди-ду-Арагуая

Брежу-Гранди-ду-Арагуая на карте штата.

Брежу-Гранди-ду-Арагуая (порт. Brejo Grande do Araguaia) — муниципалитет в Бразилии, входит в штат Пара. Составная часть мезорегиона Юго-восток штата Пара. Входит в экономико-статистический микрорегион Мараба. Население составляет 7317 человек на 2010 год. Занимает площадь 1288,477 км². Плотность населения — 5,68 чел./км².

## История
Город основан 10 мая 1988 года.

## Демография
Согласно сведениям, собранным в ходе переписи 2010 г. Национальным институтом географии и статистики (IBGE), население муниципалитета составляет:
| Полное население                               | Полное население                               | Полное население                               | Полное население                               | 7317  |
| ---------------------------------------------- | ---------------------------------------------- | ---------------------------------------------- | ---------------------------------------------- | ----- |
| в том числе:                                   | Городское население                            | 4308                                           | Процент городского населения, %                | 58,88 |
|                                                | Сельское население                             | 3009                                           | Процент сельского населения, %                 | 41,12 |
|                                                | Мужское население                              | 3832                                           | Процент мужского населения, %                  | 52,37 |
|                                                | Женское население                              | 3485                                           | Процент женского населения, %                  | 47,63 |
| Плотность населения, чел/км²                   | Плотность населения, чел/км²                   | Плотность населения, чел/км²                   | Плотность населения, чел/км²                   | 5,68  |
| Население муниципалитета в % к населению штата | Население муниципалитета в % к населению штата | Население муниципалитета в % к населению штата | Население муниципалитета в % к населению штата | 0,10  |

По данным оценки 2015 года, население муниципалитета составляет 7232 жителя.

## Статистика
- Валовой внутренний продукт на 2003 год составляет 35 378 728,00 реалов (данные: Бразильский институт географии и статистики).
- Валовой внутренний продукт на душу населения на 2003 год составляет 4486,27 реалов (данные: Бразильский институт географии и статистики).
- Индекс развития человеческого потенциала на 2000 год составляет 0,680 (данные: Программа развития ООН).

## Административное деление
Муниципалитет состоит из 2 дистриктов:
| № | Наименование дистрикта  | Наименование дистрикта (порт.) | Территория, км² | Население, чел.(2010) | Население, чел.(2010) | Население, чел.(2010) | Плотность, чел./км² | Код дистрикта |
| № | Наименование дистрикта  | Наименование дистрикта (порт.) | Территория, км² | всего                 | городское             | сельское              | Плотность, чел./км² | Код дистрикта |
| 1 | Брежу-Гранди-ду-Арагуая | Brejo Grande do Araguaia       | 1044,76         | 5586                  | 3607                  | 1979                  | 5,35                | 150175805     |
| 2 | Сан-Раймунду-ду-Арагуая | São Raimundo do Araguaia       | 243,72          | 1731                  | 701                   | 1030                  | 7,1                 | 150175815     |

## Важнейшие населенные пункты
| № | Населённый пункт        | Населённый пункт (порт.) | Категория | Население чел. (2010) | На карте                       |
| - | ----------------------- | ------------------------ | --------- | --------------------- | ------------------------------ |
| 1 | Брежу-Гранди-ду-Арагуая | Brejo Grande do Araguaia | город     | 3607                  | 5°42′12″ ю. ш. 48°24′17″ з. д. |
| 2 | Сан-Раймунду-ду-Арагуая | São Raimundo do Araguaia | поселок   | 701                   | 5°35′05″ ю. ш. 48°11′59″ з. д. |
| 3 | Санта-Рита              | Santa Rita               | поселок   | 394                   | 5°37′14″ ю. ш. 48°20′08″ з. д. |